# Donald DiFrancesco
Donald Thomas DiFrancesco (né le 20 novembre 1944) a été le 51e gouverneur du New Jersey entre 2001 et 2002.

## Biographie
Né à Scotch Plains, New Jersey, DiFrancesco est diplômé en 1966 de la Penn State University et de la Seton Hall University School of Law en 1969. Il est élu à l'assemblée du New Jersey en 1976, et trois ans plus tard il est élu au sénat. En 2001 il remplace Christine Todd Whitman en tant que gouverneur du New Jersey. En octobre 2001, il a établi une commission en mémoire des victimes des attentats du 11 septembre 2001 originaires du New Jersey.